# Liste der Einträge im National Register of Historic Places im Roane County (Tennessee)
Diese Liste der Einträge im National Register of Historic Places im Roane County (Tennessee) enthält alle im Roane County, Tennessee in das National Register of Historic Places eingetragenen Gebäude, Bauwerke, Objekte, Stätten oder historischen Distrikte.
Diese Liste entspricht dem Bearbeitungsstand des National Park Service/National Register of Historic Places vom 4. Oktober 2024.

## Legende
| NRHP | Historic Place             |
| NHL  | National Historic Landmark |
| HD   | National Historic District |

## Aktuelle Einträge
| [ 2 ] | Name                                                         | Bild                                                         | Eintragsdatum                 | Lage | Ort            | Beschreibung |
| ----- | ------------------------------------------------------------ | ------------------------------------------------------------ | ----------------------------- | --- | -------------- | ------------ |
| 1     | Abston Garage                                                | Abston Garage                                                | 10. März 2009 ID-Nr. 09000117 | 301 Kingston Ave 36° 2′ 38,8″ N, 84° 20′ 39″ W                                                                               | Oliver Springs |              |
| 2     | Bethel Cemetery                                              | Bethel Cemetery                                              | 26. Juni 2006 ID-Nr. 06000547 | Euclid Ave. und 3rd St. 35° 52′ 16″ N, 84° 31′ 2″ W                                                                          | Kingston       |              |
| 3     | Colonial Hall                                                | Colonial Hall                                                | 11. Sep. 1975 ID-Nr. 75001774 | 104 Morgan Street 36° 2′ 39″ N, 84° 20′ 26″ W                                                                                | Oliver Springs |              |
| 4     | Cornstalk Heights Historic District                          | weitere Bilder                                               | 11. Jan. 1991 ID-Nr. 90002142 | zwischen der Georgia Ave., Sewanee St., Morgan Ave. und Trenton St. 35° 56′ 3″ N, 84° 32′ 48″ W                              | Harriman       |              |
| 5     | Harriman City Hall                                           | weitere Bilder                                               | 16. Apr. 1971 ID-Nr. 71000828 | 330 N Roane Street 35° 56′ 2,5″ N, 84° 33′ 5,7″ W                                                                            | Harriman       |              |
| 6     | George Jones Memorial Baptist Church                         | George Jones Memorial Baptist Church                         | 6. Mai 1992 ID-Nr. 92000408   | Blair Road 35° 56′ 21″ N, 84° 22′ 22″ W                                                                                      | Oak Ridge      |              |
| 7     | Kingston Avenue Historic District                            | Kingston Avenue Historic District                            | 1. Dez. 1997 ID-Nr. 97001500  | zwischen der N. Kingston, S. Kingston und E. Rockwood Aves. 35° 51′ 56″ N, 84° 41′ 3,8″ W                                    | Rockwood       |              |
| 8     | Molyneux Chevrolet Company-Rockwood Fire Department Building | Molyneux Chevrolet Company-Rockwood Fire Department Building | 20. März 2002 ID-Nr. 02000234 | 228 West Rockwood Street 35° 52′ 7,5″ N, 84° 41′ 13,6″ W                                                                     | Rockwood       |              |
| 9     | Col. Gideon Morgan House                                     | Col. Gideon Morgan House                                     | 27. Jan. 1983 ID-Nr. 83003060 | 149 N Kentucky Street 35° 52′ 20″ N, 84° 30′ 59″ W                                                                           | Kingston       |              |
| 10    | New Bethel Baptist Church                                    | weitere Bilder                                               | 6. Mai 1992 ID-Nr. 92000409   | Bethel Valley Road 35° 56′ 1″ N, 84° 18′ 19″ W                                                                               | Oak Ridge      |              |
| 11    | Oak Ridge Turnpike Checking Station                          | Oak Ridge Turnpike Checking Station                          | 6. Mai 1992 ID-Nr. 92000412   | Oak Ridge Turnpike 35° 58′ 49″ N, 84° 20′ 3″ W                                                                               | Oak Ridge      |              |
| 12    | Post Oak Springs Christian Church                            | Post Oak Springs Christian Church                            | 15. März 2007 ID-Nr. 07000156 | Roane St. Highway (Old Kingston Highway) at Post Oak Rd. 35° 52′ 25″ N, 84° 38′ 2″ W                                         | Rockwood       |              |
| 13    | Roane County Courthouse                                      | weitere Bilder                                               | 14. Juli 1971 ID-Nr. 71000829 | 119 Court Street 35° 52′ 18″ N, 84° 30′ 57″ W                                                                                | Kingston       |              |
| 14    | Roane Street Commercial Historic District                    | Roane Street Commercial Historic District                    | 29. Juni 1989 ID-Nr. 89000506 | zwischen der Roane St., Morgan Ave., NW. und Crescent Ave., NW. 35° 56′ 4″ N, 84° 33′ 1″ W                                   | Harriman       |              |
| 15    | Rockwood Post Office                                         | Rockwood Post Office                                         | 30. Dez. 1999 ID-Nr. 99001621 | 340 W. Rockwood Street 35° 52′ 10,9″ N, 84° 41′ 17,5″ W                                                                      | Rockwood       |              |
| 16    | Southwest Point                                              | weitere Bilder                                               | 31. Juli 1972 ID-Nr. 72001252 | 1 mile southwest of Kingston 35° 51′ 39″ N, 84° 31′ 44″ W                                                                    | Kingston       |              |
| 17    | Dr. Fred Stone, Sr. Hospital                                 | weitere Bilder                                               | 29. Nov. 2006 ID-Nr. 06001097 | 101 Roane St. 36° 2′ 50″ N, 84° 20′ 27″ W                                                                                    | Oliver Springs |              |
| 18    | Tennessee Highway Patrol Buildings                           | Tennessee Highway Patrol Buildings                           | 14. März 2001 ID-Nr. 01000255 | an der Straßenkreuzung der Kingston Ave., Nelson St., Belson St. und U.S. Route 70 in Tennessee 35° 51′ 36″ N, 84° 40′ 52″ W | Rockwood       |              |
| 19    | Valley View Farm                                             | Valley View Farm                                             | 21. März 1997 ID-Nr. 97000257 | 160 Martin Road 35° 54′ 9″ N, 84° 36′ 29″ W                                                                                  | Harriman       |              |
| 20    | X-10 Reactor, Oak Ridge National Laboratory                  | weitere Bilder                                               | 15. Okt. 1966 ID-Nr. 66000720 | am Oak Ridge National Laboratory 35° 55′ 41″ N, 84° 19′ 3″ W                                                                 | Oak Ridge      |              |